# 獣たちの夜/RONDO
「獣たちの夜/RONDO」（けものたちのよる/ロンド）は、日本のロックバンド、BUCK-TICKの38枚目のシングル。2019年5月22日にLingua Sounda/JVCケンウッド・ビクターエンタテインメントから発売された。

## 概要
「RONDO」はフジテレビ系TVアニメ『ゲゲゲの鬼太郎』第六期エンディング主題歌として起用された。

## 収録曲
1. 獣たちの夜 (3:59)
  - 作詞：櫻井敦司、作曲：今井寿、編曲：BUCK-TICK

ミュージック・ビデオでは、櫻井敦司の目が一瞬赤く光る演出がある。
2. RONDO (3:37)
  - 作詞：櫻井敦司、作曲：今井寿、編曲：BUCK-TICK

フジテレビ系TVアニメ『ゲゲゲの鬼太郎』第六期エンディング主題歌
作曲者の今井寿は、自身のブログにて、お子さんの幼稚園の送迎時に他の園児に「鬼太郎見た」と話しかけられると語っている[要出典]。他メンバーも、ファンクラブ会報などで、自分が小さいころから見ているアニメの主題歌を担当できることを光栄に思っているというコメントを寄せている。
3. 獣たちの夜 -version of Cube Juice- (4:06)
  - 作詞：櫻井敦司、作曲：今井寿、リミックス：Cube Juice

## 参加ミュージシャン
- 櫻井敦司 - ボーカル
- 今井寿 - ギター、ノイズ
- 星野英彦 - ギター
- 樋口豊 - ベース
- ヤガミトール - ドラムス

### サポートミュージシャン
- 横山和俊 - マニピュレート、シンセサイザー
- Cube Juice